# Hans Widmer
Pour les articles homonymes, voir Widmer.
Hans Widmer également appelé « Juan », né le 9 septembre 1941 à Hochdorf, est un philosophe et une personnalité politique suisse, membre du Parti socialiste.

## Biographie
Il suit ses études successivement à Beckenried, Burgos, Valence et Innsbruck avant d'obtenir un doctorat en philosophie grâce à sa thèse intitulée Über die Hoffnung. Il enseigne ensuite la philosophie ainsi que l'espagnol de 1967 jusqu'en 2006. 
Sur le plan politique, il est successivement élu à l'exécutif de la ville de Lucerne de 1979 à 1987, puis député au Grand Conseil du canton de Lucerne entre 1987 et 1996. Il est ensuite élu au Conseil national. Il fait en particulier partie de la Commission de la politique de sécurité dont il assume la présidence de 2001 à 2003.